# رباط صلیبی خلفی
رباط صَلیبی پسین (صلیبی خلفی، متقاطع پشتی یا PCL) (به انگلیسی: Posterior cruciate ligament) یکی از رباط‌های قوی مفصل زانو است. این رباط از کوندیل داخلی فمور (استخوان ران) به ناحیه پشتی بین کوندیلی تیبیا (درشت نی) متصل می‌گردد. رباط متقاطع پشتی (PCL) و متقاطع جلویی (ACL) داخل کپسولی بوده  و به علت وضعیت آناتومیکی خاص به نام متقاطع یا صلیبی نامیده می‌شوند.
اگر کپسول مفصلی زانو از عقب باز گردد، اولین قسمتی که مشاهده می‌گردد، رباط متقاطع پشتی است. این رباط نسبت به رباط متقاطع جلویی، قوی تر بوده، ولی فیبرهای رباط متقاطع جلویی، وضعیت مایل تری دارند. مهمترین عمل رباط متقاطع پشتی، جلوگیری از دررفتگی تیبیا (درشت نی) به سمت عقب است.

## آسیب
خم شدن یا صاف شدن بیش از اندازه مفصل زانو (هیپرفلکسیون یا هیپراکستانسیون) ممکن است باعث آسیب این رباط (PCL) گردد. همچنین ضربه شدید به انتهای فوقانی درشت‌نی همراه با خم بودن زانو، می‌تواند پارگی رباط صلیبی پسین را به دنبال داشته باشد. آسیب این رباط منجربه افزایش جابجایی درشت‌نی به سمت عقب می‌گردد. پارگی PCL به صورت مجزا کمتر اتفاق می‌افتد و معمولاً با پارگی رباط‌های دیگر زانو و منیسک‌ها همراه است.

## نگارخانه

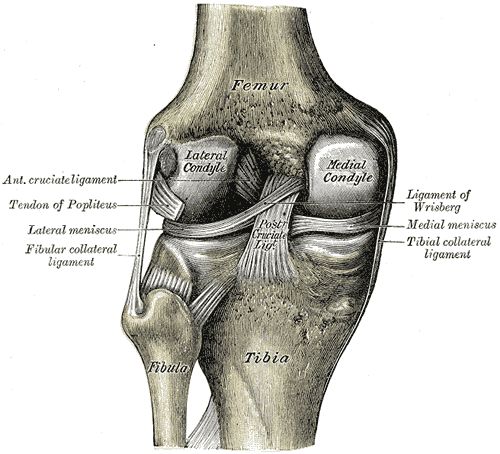
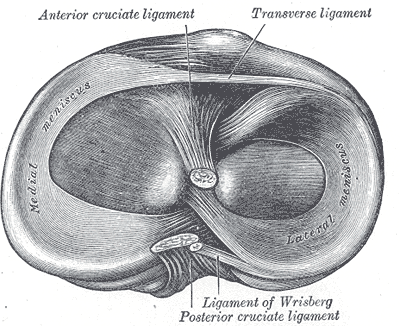
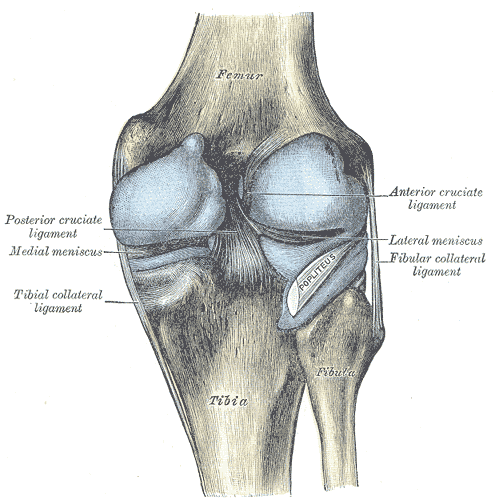
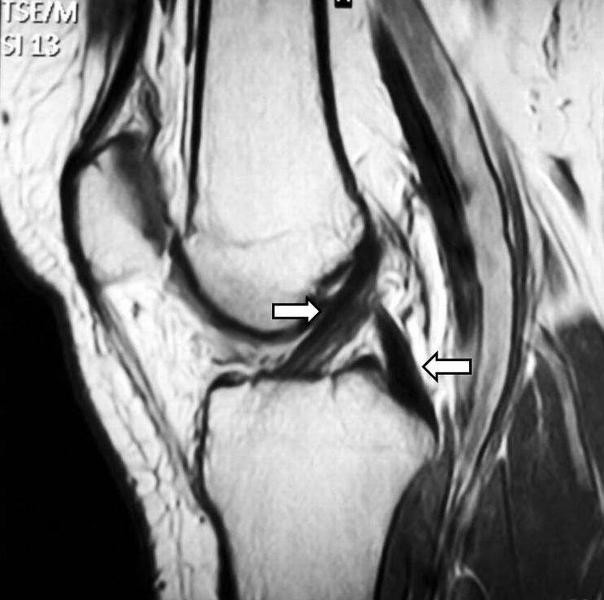